# A Better Tomorrow (film, 2010)
Pour plus de détails, voir Fiche technique et Distribution.
A Better Tomorrow (hangeul : 무적자 ; RR : Mujeokja ; litt. « Invincible ») est un film d'action sud-coréen réalisé par Song Hae-seong, sorti en 2010. Il s’agit d’une reprise officielle du film hongkongais culte Le Syndicat du crime de John Woo (1986), qui est d'ailleurs producteur délégué du film.

## Synopsis
Kim Hyuk (Ju Jin-mo), aujourd'hui inspecteur de la police de Corée du Sud, a fui la Corée du Nord quand il était adolescent. À l'insu de ses supérieurs, il se livre également au trafic d'armes avec son meilleur ami et associé, Lee Young-choon (Song Seung-heon), lui aussi originaire du nord.
Hyuk a un jeune frère, Chul (Kim Kang-woo), qu'il a été obligé de laisser derrière lui (avec leur mère) lors de son évasion. Culpabilisé par cela, il passe ces dernières années à la recherche de son frère. Il le retrouve finalement dans un camp d'internement mais Chul lui en veut toujours. Il est ensuite révélé que leur mère a été tuée quelque temps après la fuite de Hyuk.
Hyuk se rend en Thaïlande pour finaliser une vente d'armes, accompagné de Jeong Tae-min (Jo Han-seon (en)), un nouveau membre de l'opération. Ils sont cependant trahis par leurs partenaires thaïs. Jeong parvient à s'échapper, tandis que Hyuk est capturé par la police et condamné à trois ans de prison. Après avoir appris la capture de Hyuk dans le journal, Lee attaque le chef thaï dans un salon de massage et le tue lui et tous ses hommes. Il est cependant blessé au genou durant la fusillade et reste boiteux.
Hyuk est ensuite libéré de prison. Déterminé à commencer une nouvelle vie, il trouve du travail comme chauffeur de taxi. Pendant ce temps, Chul est devenu officier de la police nationale et Jeong est devenu le chef de du trafic d'armes, tandis que Lee fait des petits boulots pour survivre. Lors de retrouvailles, Lee demande à Hyuk de revenir dans le monde criminel pour se venger de Jeong, ce qu'il refuse.
Hyuk demande à Chul de sortir, dans l'espoir d'une réconciliation, mais Chul le repousse, ne considérant Hyuk que comme un criminel et il lui en veut toujours d'avoir abandonné sa famille en Corée du Nord. Jeong retrouve Hyuk et le presse de rejoindre son organisation, proposant d'emmener Young-choon s'il se rallie à lui, mais Hyuk refuse. Pendant ce temps, Chul est obsédé par l'arrestation de Jeong et la fin de son trafic. Après que Jeong ait battu Young-choon et menacé de faire du mal à Chul, Hyuk décide de se joindre à Young-choon pour se venger de Jeong. Hyuk et Young-choon volent des preuves du trafic de Jeong et les utilisent pour lui demander une rançon et un bateau pour fuir. Cependant, Hyuk apporte les preuves à la police. Se servant de Jeong comme otage, lui et Young-choon amènent l'argent lors d'un échange sur un quai, prévoyant de s'échapper dans le bateau. Pendant ce temps, après avoir suivi son frère, Chul arrive sur les lieux mais est capturé par les hommes de Jeong. Bien qu'il soit libre de s'échapper, Hyuk décide de revenir pour sauver Chul et demande à Young-choon de partir seul.
Hyuk revient et propose d'échanger Jeong contre Chul, mais une fusillade éclate. Hyuk et Chul sont blessés et acculés, mais finalement secourus par Young-choon, qui est revenu avec le bateau par loyauté envers Hyuk. Après avoir tué de nombreux hommes de Jeong, Young-choon réprimande Chul, lui disant qu'il devrait être reconnaissant d'avoir un frère comme Hyuk. Young-choon est à son tour abattu par les hommes de Jeong. La police arrive et commence à arrêter tout le monde. Jeong échappe à la capture, poursuivi par Hyuk et Chul, mais Hyuk est tué par balle en protégeant Chul des tirs de Jeong. Celui-ci se moque de Chul et s'avance pour se rendre à la police. Malgré les avertissements de la police de lâcher son arme, Chul tire dans le dos de Jeong et le tue. Tandis que la police avance, Chul tient le corps de son frère dans ses bras. Il pointe son arme sur sa tête et la scène devient noire au moment où un seul coup de feu retentit.

## Fiche technique
- Titre original : 무적자
- Titre international : A Better Tomorrow
- Réalisation : Song Hae-seong
- Scénario : Kim Hyo-seok, Lee Taek-gyeong, Choi Geun-mo et Kim Hae-gon
- Photographie : Kang Seung-ki
- Montage : Park Gok-ji
- Musique : Lee Jae-jin
- Production : Park Hyeong-jeon
- Société de production : Fingerprint Pictures
- Société de distribution : CJ Entertainment
- Pays d’origine :  Corée du Sud
- Langue originale : coréen
- Format : couleur
- Genre : action
- Durée : 124 minutes
- Date de sortie : 
  - Corée du Sud : 16 septembre 2010

## Distribution
- Ju Jin-mo : Kim Hyuk
- Song Seung-heon : Lee Young-choon
- Kim Kang-woo : Kim Chul
- Jo Han-seon (en) : Jeong Tae-min
- Lee Geung-young : Park Kyung-wi
- Kim Ji-young (en) : la tante
- Kim Hae-gon : le chef Jeong
- Im Hyeong-joon (en) : l’inspecteur Lee
- Seo Tae-hwa : le procureur public Jo
- Jeong Gi-seop : l’inspecteur Park
- Moon Kyeong-min
- Lee Sin-seong

## Accueil

### Box-office
En Corée du Sud, le film se classe deuxième du box-office et récolte 2,8 milliards de won de recettes lors de sa première semaine, totalisant 11 milliards de won de recettes après six semaines d'exploitation. Il attire 1 546 420 de spectateurs. Au Japon, il se classe onzième du box-office et récolte 19 millions de yen lors de sa première semaine sur 103 écrans.

### Critique
Film Business Asia (en) donne au film cinq points sur dix points, précisant qu'« il y a beaucoup de machisme sud-coréen (sans la légèreté ni l'humour de son équivalent hongkongais) et un noyau émotionnel beaucoup plus sombre, avec des liens masculins intenses, […] ce qui en fait une histoire exclusivement masculine et oppressante, exacerbée par la photographie saturée et l'action spectaculaire »,.

## Différences avec le film original
- Les protagonistes sont des trafiquants d’armes et non des faux-monnayeurs.
- Kim Hyuk est un policier faisant du trafic d'armes, alors que son homologue dans l’original, Sung Tze-Ho, ne fait pas partie de la police.
- Chul en veut à Hyuk pour avoir abandonné sa famille alors que Ho et Kit ont une relation fraternelle intense jusqu'à son arrestation.
- Young-choon paraît se méfier des motivations de Jeong et Hyuk est témoin de la trahison de ce dernier lors de la transaction. Dans l'original, la trahison de Shing n'est révélée que beaucoup plus tard dans le film.
- Contrairement à Kit, Chul n'a pas de petite amie, donc il n'a pas de rôle féminin.
- Il est sous-entendu que Young-choon travaille pour lui-même (accomplissant des petits boulots) après avoir été blessé au genou, alors que Mark travaille pour Shing dans l'original.
- Young-choon est abattu par les nombreux hommes de Jeong alors que Mark est tué directement par Shing (et son bras droit).
- Hyuk et Chul meurent alors que Ho et Kit survivent tous deux à la fusillade finale et parviennent à se réconcilier avec l'original.